# Yoko Tanaka
Yoko Tanaka (田中 陽子, Tanaka Yōko, Yamaguchi, 30 juli 1993) is een Japans voetbalster die als middenvelder speelt bij Nojima Stella Kanagawa Sagamihara.

## Carrière

### Clubcarrière
Tanaka begon haar carrière in 2012 bij INAC Kobe Leonessa. Met deze club werd zij in 2012 en 2013 kampioen van Japan. Ze tekende in 2015 bij Nojima Stella Kanagawa Sagamihara.

### Interlandcarrière
Tanaka nam met het Japans nationale elftal O17 deel aan het WK onder 17 in 2008 en het WK onder 17 in 2010. Japan behaalde zilver op de WK onder 17 in 2010. Zij nam met het Japans nationale elftal O20 deel aan het WK onder 20 in 2012. Daar stond zij in alle zes wedstrijden van Japan opgesteld en zij scoorde daarin zes doelpunten. Japan behaalde brons op het wereldkampioenschap.
Tanaka maakte op 6 maart 2013 haar debuut in het Japans vrouwenvoetbalelftal tijdens een wedstrijd om de Algarve Cup tegen Noorwegen. Ze heeft vier interlands voor het Japanse elftal gespeeld.

## Statistieken
| Japans vrouwenvoetbalelftal | Japans vrouwenvoetbalelftal | Japans vrouwenvoetbalelftal |
| Jaar                        | Wed.                        | Dlp.                        |
| --------------------------- | --------------------------- | --------------------------- |
| 2013                        | 4                           | 0                           |
| Totaal                      | 4                           | 0                           |